# Лучший игрок Единой лиги ВТБ
Лучший игрок Единой лиги ВТБ — награда лучшему игроку Единой лиги ВТБ, представляющему свою страну-участницу в лиге. Баскетболист может выступать за любой клуб Единой лиги ВТБ. Если в лиге страну представлял один клуб, то победителя определял экспертный совет. Если несколько команд одной страны играли в Единой лиги ВТБ, то победителя определял экспертный совет совместно с представителями СМИ той страны. Награда присуждалась ежегодно с сезона 2012/2013 по сезона 2015/2016. Она вручалась лучшим игрокам Белоруссии, Грузии, Казахстана, Латвии, Литвы, Польши, России, Украины, Финляндии, Чехии, Эстонии.

## Список победителей

### Лучший белорусский игрок
Приз лучшему белорусскому игроку Лиги присуждается начиная с сезона 2012/2013.
| Сезон     | Игрок               | Команда         | Ссылка |
| --------- | ------------------- | --------------- | ------ |
| 2012/2013 | Владимир Веремеенко | УНИКС           | [ 3 ]  |
| 2013/2014 | Владимир Веремеенко | УНИКС           | [ 4 ]  |
| 2014/2015 | Артём Параховский   | Нижний Новгород | [ 5 ]  |
| 2015/2016 | Артём Параховский   | УНИКС           | [ 6 ]  |

### Лучший грузинский игрок
Приз лучшему грузинскому игроку Лиги присуждается начиная с сезона 2015/2016.
| Сезон     | Игрок           | Команда | Ссылка |
| --------- | --------------- | ------- | ------ |
| 2015/2016 | Ираклий Члаидзе | Вита    | [ 7 ]  |

### Лучший казахстанский игрок
Приз лучшему казахстанскому игроку Лиги присуждается начиная с сезона 2012/2013.
| Сезон     | Игрок               | Команда | Ссылка |
| --------- | ------------------- | ------- | ------ |
| 2012/2013 | Антон Пономарёв     | Астана  | [ 8 ]  |
| 2013/2014 | Анатолий Колесников | Астана  | [ 9 ]  |
| 2014/2015 | Анатолий Колесников | Астана  | [ 10 ] |
| 2015/2016 | Антон Пономарёв     | Астана  | [ 11 ] |

### Лучший латвийский игрок
Приз лучшему латвийскому игроку Лиги присуждается начиная с сезона 2012/2013.
| Сезон     | Игрок              | Команда | Ссылка |
| --------- | ------------------ | ------- | ------ |
| 2012/2013 | Кристапс Яниченокс | ВЭФ     | [ 12 ] |
| 2013/2014 | Янис Блумс         | Астана  | [ 13 ] |
| 2014/2015 | Янис Тимма         | ВЭФ     | [ 14 ] |
| 2015/2016 | Янис Тимма         | Зенит   | [ 15 ] |

### Лучший литовский игрок
Приз лучшему литовскому игроку Лиги присуждается начиная с сезона 2012/2013.
| Сезон     | Игрок              | Команда          | Ссылка |
| --------- | ------------------ | ---------------- | ------ |
| 2012/2013 | Мантас Калниетис   | Локомотив-Кубань | [ 16 ] |
| 2013/2014 | Мартинас Гецявичюс | Летувос Ритас    | [ 17 ] |

### Лучший польский игрок
Приз лучшему польскому игроку Лиги присуждается начиная с сезона 2012/2013.
| Сезон     | Игрок       | Команда | Ссылка |
| --------- | ----------- | ------- | ------ |
| 2012/2013 | Аарон Цель  | Турув   | [ 18 ] |
| 2013/2014 | Дамян Кулиг | Турув   | [ 19 ] |

### Лучший российский игрок
Приз лучшему российскому игроку Лиги присуждается начиная с сезона 2012/2013.
| Сезон     | Игрок             | Команда         | Ссылка |
| --------- | ----------------- | --------------- | ------ |
| 2012/2013 | Виктор Хряпа      | ЦСКА            | [ 20 ] |
| 2013/2014 | Семён Антонов     | Нижний Новгород | [ 21 ] |
| 2014/2015 | Андрей Воронцевич | ЦСКА            | [ 22 ] |
| 2015/2016 | Алексей Швед      | Химки           | [ 23 ] |

### Лучший украинский игрок
Приз лучшему украинскому игроку Лиги присуждается начиная с сезона 2012/2013.
| Сезон     | Игрок           | Команда | Ссылка |
| --------- | --------------- | ------- | ------ |
| 2012/2013 | Алексей Печеров | Азовмаш | [ 24 ] |
| 2013/2014 | Кирилл Натяжко  | Азовмаш | [ 25 ] |

### Лучший финский игрок
Приз лучшему финскому игроку Лиги присуждается начиная с сезона 2014/2015.
| Сезон     | Игрок           | Команда | Ссылка |
| --------- | --------------- | ------- | ------ |
| 2014/2015 | Петтери Копонен | Химки   | [ 26 ] |
| 2015/2016 | Петтери Копонен | Химки   | [ 27 ] |

### Лучший чешский игрок
Приз лучшему чешскому игроку Лиги присуждается начиная с сезона 2012/2013.
| Сезон     | Игрок         | Команда | Ссылка |
| --------- | ------------- | ------- | ------ |
| 2012/2013 | Петр Бенда    | Нимбурк | [ 28 ] |
| 2013/2014 | Войтех Хрубан | Нимбурк | [ 29 ] |
| 2014/2015 | Иржи Велш     | Нимбурк | [ 30 ] |
| 2015/2016 | Войтех Хрубан | Нимбурк | [ 31 ] |

### Лучший эстонский игрок
Приз лучшему эстонскому игроку Лиги присуждается начиная с сезона 2012/2013.
| Сезон     | Игрок         | Команда | Ссылка |
| --------- | ------------- | ------- | ------ |
| 2012/2013 | Танел Сокк    | Калев   | [ 32 ] |
| 2013/2014 | Райн Вейдеман | Калев   | [ 33 ] |
| 2014/2015 | Райн Вейдеман | Калев   | [ 34 ] |
| 2015/2016 | Грегор Арбет  | Калев   | [ 35 ] |